# 최보결
최보결(1966년 2월 4일 (음력 1966년 1월 14일) ~)은 대한민국의 안무가이다.

## 생애
최보결은 1966년 2월 4일 서울특별시에서 태어나 송곡여자고등학교를 거쳐 경희대학교 공연예술학과 졸업 후 
춤의 학교 Bogyeol Chum Life 대표를 하고 있고 현대무용수로 근무중이다. 본관은 경주

## 학력
- 송곡여자고등학교 (졸업)
- 경희대학교 공연예술학과 (졸업)

## 경력
- 춤의 학교 Bogyeol Chum Life(대표)

## 도서
- 2021년 나의 눈물에 춤을 바칩니다(상처가 꿈이 되는 특별한 순간)

## 수상
- 2018 제16회 미래의 여성지도자상
- 2016 제23회 무용예술상 포스트예술상